# Umm Tamach (Dżabal Siman)
Umm Tamach (arab. أم طماخ) – wieś w Syrii, w muhafazie Aleppo, w dystrykcie Dżabal Siman. W 2004 roku liczyła 400 mieszkańców.